# Ratpenat de nas tubular de les Moluques
El ratpenat de nas tubular de les Moluques (Nyctimene minutus) és una espècie de ratpenat de la família dels pteropòdids. És endèmic d'Indonèsia. El seu hàbitat natural són els boscos de montans mitjà. Està amenaçat per la destrucció d'hàbitat a causa de la tala d'arbres i probablement la mineria.